# Vieja Trova Santiaguera
Vieja Trova Santiaguera es un grupo cubano fundado en 1994 por Amado Machado (1912-1998), Aristóteles Limonta (*1913), Pancho Coba (*1913), (*1918) y Reynaldo Hierrezuelo (*1926). 

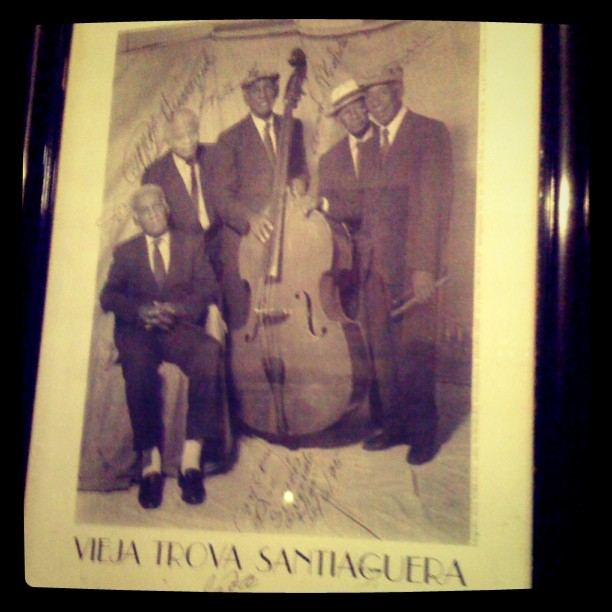
Vieja Trova Santiaguera

- Reinaldo Hierrezuelo La O, también conocido por Rey Caney - guitarra armónica y voz solista
- Manuel Galbán Torralbas - guitarra acompañante y voz.
- Ricardo Ortiz Verdecia - maracas, güiro y voz solista.
- Reinaldo Creagh Verane - claves y voz solista.
- Aristóteles Raimundo Limonta - contrabajo y voz.

Todos vienen de la región de Santiago de Cuba. La película Lágrimas negras (película) de 1998 trata de ellos.

## Discografía
- Vieja Trova Santiaguera (1994) (NubeNegra/Intuition)
- Gusto y Sabor (1995) (NubeNegra/Intuition)
- Hotel Asturias (1996) (NubeNegra/Intuition)
- La Manigua (1998) (Virgin)
- Domino (2000) (Virgin)
- El Balcón del Adiós (2002) (Virgin)